# Ежов, Пётр Иванович
Петр Иванович Ежо́в (29 сентября [12 октября] 1900, Гатчина — 17 января 1975, Москва) — советский футболист (защитник) и футбольный тренер. За сборную СССР сыграл 4 матча, в том числе 3 неофициальных. Заслуженный мастер спорта СССР (1936).

## Карьера

### В качестве футболиста
Выступал за следующие клубы:
- СК Любители 1917
- «Тосмен» 1918—1919
- «Спорт» 1920—1923
- «Петроградский район „А“», Ленинград 1924—1925
- Выборгский район 1926
- «Пищевкус», Ленинград 1927
- Динамо Ленинград 1928—1932
- «Клуб имени С. Орджоникидзе» 1933
- ЛДКА 1934—1935
- «Балтвод» 1935—1936

### В качестве тренера
- Главный тренер сборной Ленинграда (1936—1940)
- Главный тренер ЦДКА май 1941 — июль 1941
- Главный тренер ВМС, Москва 1952 — май 1953

## Достижения

### В качестве футболиста
- Второе место в чемпионате СССР 1924.
- Чемпион РСФСР 1924.
- Чемпион первенства Ленинграда 1922, 1924, 1925 (весна).
- Лучший правый защитник (по опросу газеты «Красный Спорт»): 1926[1].
- В списках «44-х» (журнал «ФиС») — № 2 (1928) и 33 лучших футболистов СССР — № 3 (1933).

## Используемая литература
- Лукосяк Ю. П. Футбол. Первые шаги: 1860—1923. — СПб.: Союз художников, 1998. — С. 240. — ISBN 5-8128-0001-4.
- Киселёв Н. Я. 70 футбольных лет. Футбол в Петербурге, Петрограде, Ленинграде. — Л.: Лениздат, 1970. — С. 279.